# Polarnost
Polárnost kovalentne vezi je pojav, ko si dva ali več atomov, povezanih s kovalentno vezjo, »nepravično« oz. neenakomerno izmenjujeta skupni elektronski par. Molekula je navzven nevtralna oziroma nepolarna, tudi če so vezi v njej polarne, a to je možno le, če je molekula simetrična.

## Polarnost kovalentne vezi
Kovalentna vez je polarna, če se s kovalentno vezjo povežeta dva ali več različnih atomov. Atom, ki ima večjo elektronegativnost, privlači skupni elektronski par močneje kot drugi atom. Posledica tega je nastanek dipolnega momenta. Ker en atom privlači skupni elektronski par močneje kot drugi atom, se skupni elektronski par okoli prvega atoma zadržuje več časa, kot okoli drugega, kar povzroči rahel negativni električni naboj pri prvem in rahel pozitivni električni naboj pri drugem atomu.
Kovalentna vez je nepolarna, če se s kovalentno vezjo povežeta dva ali več enakih atomov. Vsi imajo enako elektronegativnost, vsi privlačijo elektronski par z enako močjo, torej se ta zadržuje na obeh koncih molekule enako dolgo.

## Polarnost molekule
Polarnost molekule ni odvisna le od polarnosti vezi, temveč tudi od dipolnih momentov.
Če so vse vezi v molekuli nepolarne, potem je tudi celotna molekula nepolarna (npr. molekula joda - I2).
Če so vezi znotraj nje polarne, potem je lahko molekula nepolarna (molekula je simetrična, dipolni momenti se med seboj popolnoma izničijo; npr. borov trifluorid - BF3) ali pa polarna (molekula je največkrat nesimetrična, dipolni momenti se med seboj ne izničijo; npr. voda - H2O ali cianovodik - HCN).

## Topnost polarnih in nepolarnih snovi
Topnost neke snovi je močno odvisna od polarnosti. V polarnih topilih (najbolj znano je voda) se raztapljajo le snovi, ki so iz polarnih molekul ali iz ionov. Če v kozarec vode dodamo sol, ki je ionska spojina, se bodo molekule vode »prisesale« na ione, in sicer negativni del, kjer je kisik, se bo prisesal na pozitiven natrijev ion, pozitivni del, kjer sta vodika, pa na negativni klorov ion. To povzroči razpad molekule snovi. Enak proces bi potekel med vodo in sladkorjem (npr. glukozo), ki je polarna snov. V nepolarnih topilih (heksan) pa se raztapljajo le nepolarne snovi.

## Električna prevodnost polarnih snovi
Kljub temu, da je molekula polarna, je v primerjavi z ionsko snovjo skoraj povsem nevtralna (brez kakršnega koli naboja), saj so ti električni pribitki zelo majhni. Zaradi tega destilirana voda praktično ne prevaja elektrike. Voda iz pipe, na primer, ga prevaja le, ker so v njej raztopljene marsikatere snovi, med njimi tudi ioni, prek katerih steče električni tok.